# Live our lives
Live our lives is het derde livealbum van Pallas, de eigen uitgaven meegerekend. Het album is opgenomen tijdens de tournee van 1999 die volgde op hun "comebackalbum"Beat the drum, waarbij de band ook Utrecht en Uden aandeed. De band kende in die jaren weer eens een stabiele periode van opnamen en concerten, hetgeen niet lang duurde. Wel hield de band een platencontract over aan Beat the drum en Live our lives.
Ook nu waren de critici binnen de progressieve rock lovend over de muziek, maar de wisselende opnamekwaliteit liet te wensen over. In sommige nummers is de balans totaal verstoord, terwijl de band het album toch zelf produceerde.

## Musici
- Alan Reed – zang
- Graeme Murray – basgitaar, zang
- Niall Matthewson – gitaar
- Ronnie Brown – toetsinstrumenten
- Colin Fraser – slagwerk, percussie

## Muziek
| Nr. | Titel           | Duur |
| --- | --------------- | ---- |
| 1.  | Intro           | 1:59 |
| 2.  | Call to arms    | 6:21 |
| 3.  | Cut and run     | 5:25 |
| 4.  | Executioner     | 6:29 |
| 5.  | Hide and seek   | 4:48 |
| 6.  | Rat racing      | 9:08 |
| 7.  | Beat the drum   | (l26 |
| 8.  | Insomnia        | 7:06 |
| 9.  | Blood and roses | 5:34 |
| 10. | Fragments       | 8:23 |

| Nr. | Titel                                                                             | Duur  |
| --- | --------------------------------------------------------------------------------- | ----- |
| 1.  | Atlantis suite (1.Rise and fall, 2.East west, 3.March on at Atlantis, 4.Atlantis) | 26:31 |